# Эндэ (приток Курейки)
Эндэ — река в Эвенкийском районе Красноярского края России, левый приток Курейки. Длина реки 172 км, площадь бассейна 2830 км².
Река вытекает из небольшого безымянного озера в центральной части плато Путорана на высоте более 404 м над уровнем моря. Основное направление течения — на юго-запад. Течёт в широкой (до 5 км) холмистой равнине, протекает через озёра Сиговое, Верхнее Эндэ и Эндэ, впадает в Курейку слева в 274 км от устья на высоте 98 м над уровнем моря.
Основные притоки (км от устья):
- ?? км: Дюнмэн (лв)
- ?? км: Долинная (пр)
- 106 км: Куирги-Амут (пр)
- 133 км: Собачья (лв)
- 153 км: Нярбакин (пр)

Питание реки снеговое и дождевое. Для реки характерно весенне-летнее половодье, летом имеют место дождевые паводки. Замерзает Эндэ в конце сентября — начале октября. В верховьях перемерзает. Ледостав продолжается до июня.
Течение быстрое, до 5 м/с, в расширениях русла замедляется до 0,3 м/с. На реки многочисленные пороги, водопады, в русле реки встречаются острова, осерёдки, перекаты. Постоянное население на берегах реки отсутствует.